# Distretto di Banbridge
Il distretto di Banbridge era una delle suddivisioni amministrative dell'Irlanda del Nord, nel Regno Unito. Fu creato nel 1973. Apparteneva alle contee storiche di Armagh e del Down.
A partire dal 1º aprile 2015 il distretto di Banbridge è stato unito ai distretti di Armagh e Craigavon per costituire il distretto di Armagh, Banbridge e Craigavon.